# 池田政佑

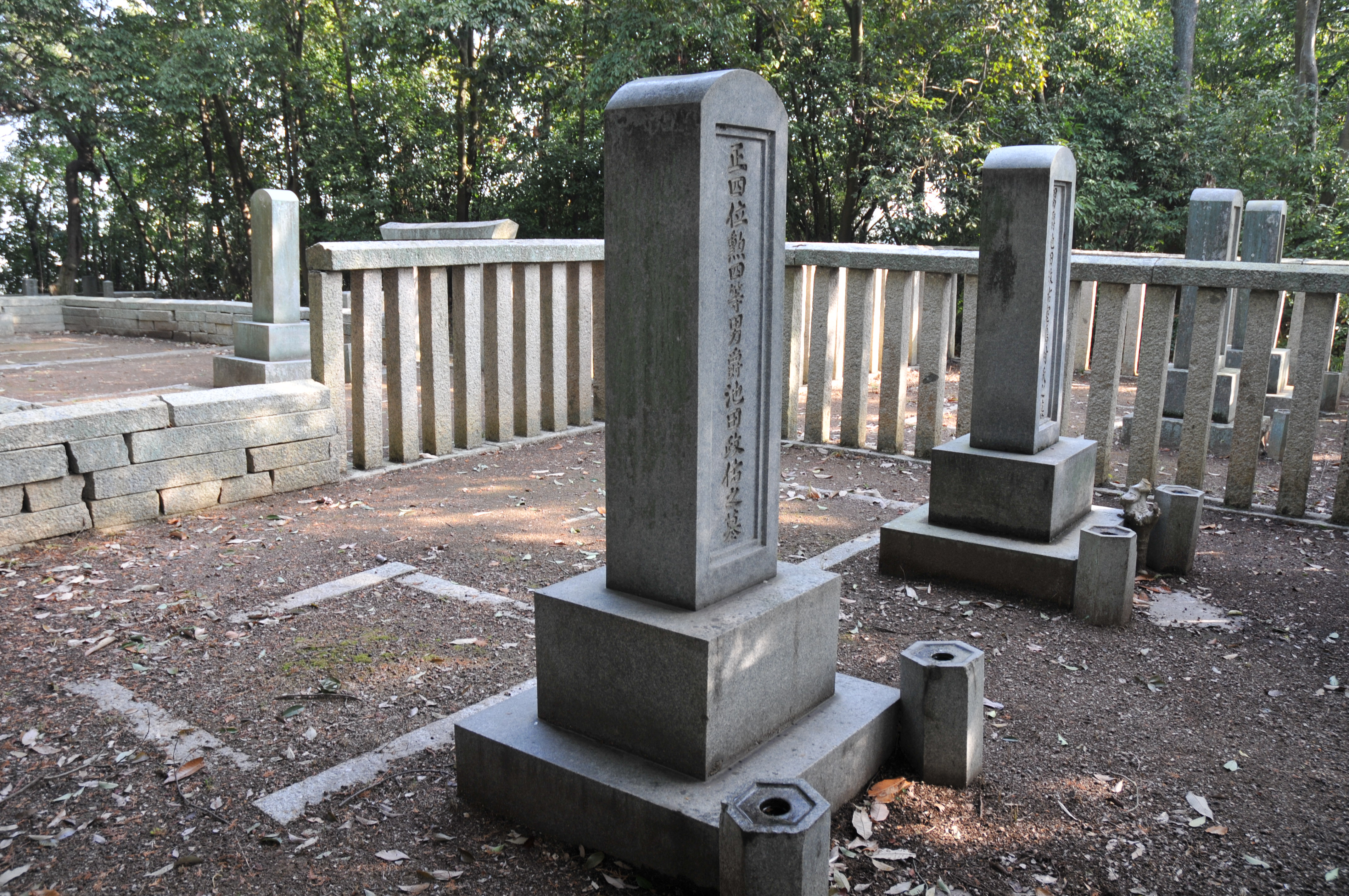
池田政佑の墓

池田 政佑（いけだ まさすけ、明治16年（1883年）12月1日　- 昭和元年（1926年）12月31日）は、明治 - 大正期の華族（男爵）、陸軍軍人。陸士17期。最終階級は陸軍歩兵少佐。
元岡山藩家老天城池田家の第12代当主。大正天皇の崩御に際し殉死した。

## 生涯
明治16年（1883年）12月1日、天城池田家第11代・池田政和（元・岡山藩次席家老〈3万2千石〉、士族）の嫡男として生まれる。
陸軍東京幼年学校、陸軍中央幼年学校を経て、明治38年（1905年）3月30日に陸軍士官学校（17期、歩兵科）を卒業。明治39年（1906年）1月20日に陸軍歩兵少尉に任官し、近衛歩兵第2連隊附。
明治40年（1907年）、父・政和（男爵）の隠居により家督を相続し、同年9月11日、男爵を襲爵。大正13年（1924年）まで近衛歩兵第3連隊に勤務。政佑は「謹厳な皇室中心主義者」で「常に乃木将軍の行為を礼讃していた」という。
大正15年（1926年）12月25日、大正天皇が崩御すると、政佑は6日後の31日に自決した。享年41。宮武外骨は、政佑の死を大正天皇への殉死と評価した。死亡の際には予備役の陸軍歩兵少佐であった。墓所は天城池田家墓所（岡山県倉敷市）。

## 栄典
- 1903年（明治36年）12月11日 - 従五位[9]

## 家族・親族
池田政和の次男。兄の政典は政佑の出生前に夭折している。姉の盈子は、旧岡山藩家老家の土倉光三郎男爵に嫁いだ。
妻は島村干雄陸軍中将の長女春子。2男3女があった。家督は、昭和2年（1927年）長男政之が相続し、男爵の爵位を襲爵する。